# Cheirostylis moniliformis
Cheirostylis moniliformis är en orkidéart som först beskrevs av William Griffiths, och fick sitt nu gällande namn av Gunnar Seidenfaden. Cheirostylis moniliformis ingår i släktet Cheirostylis och familjen orkidéer. Inga underarter finns listade i Catalogue of Life.